# Schlammpeitzger
Die Schlammpeitzger oder Schlammbeißer (Misgurnus) sind eine Gattung der Schmerlen (Cobitidae). Regional werden sie auch Furzgrundel oder Gewitterfurzer genannt, weil sie Luft schlucken und diese bei Bedrohung über den Anus wieder abgeben. Veraltet ist der Ausdruck Bissgurre. Die Grundfische haben einen langgestreckten, 20 bis 30 Zentimeter langen, im Querschnitt runden, mit kleinen Rundschuppen bedeckten Körper und eine abgerundete Schwanzflosse. Das unterständige Maul hat drei Paar Barteln am Ober- und zwei Paar am Unterkiefer. Sie leben in Europa und Asien in stehenden Gewässern und an den Ufern größerer Flüsse. Sie bevorzugen stark bewachsene Zonen mit Schlammgrund. Schlammpeitzger sind auch Darmatmer und können atmosphärische Luft verschlucken. Deshalb können sie auch in von längeren Hitze- oder Trockenperioden bedrohten Gewässern überleben. Die Larven der Schlammpeitzger ähneln mit ihren äußeren Kiemen den Larven der Schwanzlurche. Der heutige Bestand ist durch Trockenlegung von Flussmarschen, Sümpfen und Mooren stark gefährdet. Im Zuge von Besatzaktionen wurden teilweise asiatische Schlammpeitzger in deutsche Gewässer eingebracht.
In Asien sind Schlammpeitzger Zwischenwirt für den Zwergdarmegel Haplorchis yokogawai.

## Arten
- Ostasiatischer Schlammpeitzger (Misgurnus anguillicaudatus) (Cantor, 1842)
- Misgurnus buphoensis Kim & Park, 1995
- Europäischer Schlammpeitzger (Misgurnus fossilis) (Linnaeus, 1758)
- Misgurnus mizolepis Günther, 1888
- Misgurnus mohoity (Dybowski, 1869)
- Misgurnus nikolskyi Vasil'eva, 2001
- Misgurnus tonkinensis Rendahl, 1937